# حمید احمد
حمید احمد (انگلیسی: Humaid Ahmed؛ زادهٔ ۷ فوریهٔ ۱۹۸۸) یک بازیکن فوتبال اهل امارات متحده عربی است.